# Matías Galarza
Matías Galarza Fonda (Asunción, Paraguay, 11 de febrero de 2002) es un futbolista paraguayo que juega como mediocampista en el Club Atlético River Plate de la Primera División de Argentina

## Trayectoria
Nacido en Asunción, desde los 12 años jugaba futbol de salón en el Club Gral Genes de Asunción y luego realizó las inferiores en Club Olimpia. El 19 de junio de 2020 fue cedido al club brasileño C. R. Vasco da Gama hasta 2022, y fue asignado inicialmente al equipo sub-20.
Tras destacar con el equipo sub-20, debutó con el primer equipo el 3 de marzo de 2021, tras entrar en el descanso en sustitución de Vinícius Paiva en la derrota por 0-1 en casa del Campeonato Carioca contra el A. A. Portuguesa; y con 19 años, se convirtió en el extranjero más joven en jugar con el Vasco en el siglo XXI. El 24 de marzo marcó su primer gol como profesional, anotando el tercero de su equipo en la victoria por 3-1 en casa contra el Macaé Esporte F. C.
El 20 de mayo de 2021 firmó un contrato con el Vasco hasta 2025, después de que el club comprara el 60% de sus derechos económicos por una cantidad de 500,000 dólares. Titular durante el resto de la campaña, perdió la titularidad en 2022.
El 4 de abril de 2022 se trasladó al Coritiba en calidad de cedido para el resto del año.
El 5 de septiembre de 2023 fue presentado oficialmente en el Talleres de Córdoba de Argentina.
El 24 de julio de 2025 se oficializó su traspaso a River Plate a cambio de 3.5 millones de euros. Fue presentado en el Estadio Monumental y firmó un contrato que lo vincula hasta el 31 de diciembre de 2028.

## Selección nacional
Debutó con la Selección de fútbol de Paraguay el 31 de agosto de 2022, en lo que fue victoria amistosa 1-0 frente a México. En total jugó 8 partidos y convirtió 1 gol.

### Goles en la selección
| Goles con la Selección de Paraguay | Goles con la Selección de Paraguay | Goles con la Selección de Paraguay | Goles con la Selección de Paraguay | Goles con la Selección de Paraguay | Goles con la Selección de Paraguay | Goles con la Selección de Paraguay | Goles con la Selección de Paraguay | Goles con la Selección de Paraguay |
| Resultados                         | Resultados                         | Resultados                         | Resultados                         | Lugar                              | Estadio                            | Fecha                              | Tipo                               | Goles                              |
| ---------------------------------- | ---------------------------------- | ---------------------------------- | ---------------------------------- | ---------------------------------- | ---------------------------------- | ---------------------------------- | ---------------------------------- | ---------------------------------- |
| Paraguay                           | 2                                  | 0                                  | Uruguay                            | Asunción                           | Estadio Defensores del Chaco       | 5 de junio de 2025                 | Eliminatorias Sudamericanas 2026   | 1 gol                              |

## Estadísticas

### Clubes
Actualizado de acuerdo al último partido jugado el 2 de agosto de 2025.
| Club                          | Div.          | Temporada     | Liga  | Liga  | Liga   | Estatal | Estatal | Estatal | Copas Nacionales | Copas Nacionales | Copas Nacionales | Torneos Internacionales | Torneos Internacionales | Torneos Internacionales | Total | Total | Total  |
| Club                          | Div.          | Temporada     | Part. | Goles | Asist. | Part.   | Goles   | Asist.  | Part.            | Goles            | Asist.           | Part.                   | Goles                   | Asist.                  | Part. | Goles | Asist. |
| ----------------------------- | ------------- | ------------- | ----- | ----- | ------ | ------- | ------- | ------- | ---------------- | ---------------- | ---------------- | ----------------------- | ----------------------- | ----------------------- | ----- | ----- | ------ |
| C. R. Vasco da Gama · Brasil  | 2.ª           | 2021          | 21    | 1     | 1      | 11      | 2       | 2       | 4                | 0                | 1                | —                       | —                       | —                       | 36    | 3     | 4      |
| C. R. Vasco da Gama · Brasil  | 2.ª           | 2022          | 0     | 0     | 0      | 5       | 0       | 0       | 0                | 0                | 0                | —                       | —                       | —                       | 5     | 0     | 0      |
| C. R. Vasco da Gama · Brasil  | 1.ª           | 2023          | 10    | 1     | 0      | 7       | 1       | 0       | 0                | 0                | 0                | —                       | —                       | —                       | 17    | 2     | 0      |
| C. R. Vasco da Gama · Brasil  | Total club    | Total club    | 31    | 2     | 1      | 23      | 3       | 2       | 4                | 0                | 1                | 0                       | 0                       | 0                       | 58    | 5     | 4      |
| Coritiba · Brasil             | 1.ª           | 2022          | 11    | 0     | 0      | —       | —       | —       | —                | —                | —                | —                       | —                       | —                       | 11    | 0     | 0      |
| Coritiba · Brasil             | Total club    | Total club    | 11    | 0     | 0      | 0       | 0       | 0       | 0                | 0                | 0                | 0                       | 0                       | 0                       | 11    | 0     | 0      |
| Talleres de Córdoba Argentina | 1.ª           | 2023          | 0     | 0     | 0      | —       | —       | —       | 9                | 1                | 0                | 0                       | 0                       | 0                       | 9     | 1     | 0      |
| Talleres de Córdoba Argentina | 1.ª           | 2024          | 23    | 3     | 1      | —       | —       | —       | 11               | 1                | 1                | 7                       | 0                       | 0                       | 41    | 4     | 2      |
| Talleres de Córdoba Argentina | 1.ª           | 2025          | 13    | 0     | 0      | —       | —       | —       | 1                | 0                | 0                | 4                       | 0                       | 0                       | 18    | 0     | 0      |
| Talleres de Córdoba Argentina | Total club    | Total club    | 36    | 3     | 1      | 0       | 0       | 0       | 21               | 2                | 1                | 11                      | 0                       | 0                       | 68    | 5     | 2      |
| C. A. River Plate Argentina   | 1.ª           | 2025          | 3     | 0     | 0      | —       | —       | —       | 1                | 0                | 0                | 1                       | 0                       | 0                       | 5     | 0     | 0      |
| C. A. River Plate Argentina   | Total club    | Total club    | 3     | 0     | 0      | 0       | 0       | 0       | 1                | 0                | 0                | 1                       | 0                       | 0                       | 5     | 0     | 0      |
| Total carrera                 | Total carrera | Total carrera | 81    | 5     | 2      | 23      | 3       | 2       | 26               | 2                | 2                | 12                      | 0                       | 0                       | 142   | 10    | 6      |
| 1. 2. 3.                      |               |               |       |       |        |         |         |         |                  |                  |                  |                         |                         |                         |       |       |        |